# Toni Alcinas
Antonio „Toni“ Alcinas Estelrich (* 7. April 1979 in Campos auf Mallorca) ist ein spanischer Dartspieler.

## Karriere
Alcinas machte 2004 zum ersten Mal auf sich aufmerksam, als er bei den spanischen Meisterschaften bis in das Halbfinale kam. 2005 nahm Alcinas erstmals an einem Turnier der BDO teil. Nachdem er 2004 im Halbfinale und 2008 im Finale gescheitert war, konnte Alcinas 2009 die spanische Meisterschaft für sich entscheiden. Am Ende des Jahres 2009 wechselte er von der BDO in die PDC.
Beim World Cup of Darts 2010 vertrat er zusammen mit Carlos Rodríguez Spanien. Dort besiegte Spanien nach einem 6:3-Sieg gegen Japan überraschend die topgesetzte Mannschaft aus England mit Phil Taylor und James Wade und gelangte bis ins Halbfinale, wo man der Siegermannschaft aus den Niederlanden unterlag. 2011 qualifizierte sich Alcinas zum ersten Mal für die Weltmeisterschaft, wo er in der ersten Runde ohne Satzgewinn an James Wade scheiterte. 2012 unterlag er in seinem Erstrundenmatch dem späteren Finalisten Andy Hamilton nur knapp mit 2:3.
Beim World Cup of Darts 2013 besiegte Alcinas zusammen mit Rodríguez im Achtelfinale das schottische Team mit Gary Anderson und Robert Thornton, im Viertelfinale unterlagen sie dann Wales. Seit 2015 spielt er beim World Cup of Darts zusammen mit Cristo Reyes aus Teneriffa.
Nach einigen Jahren ohne große Erfolge konnte Alcinas sich für die Weltmeisterschaft 2018 qualifizieren. Mit einem Sieg über seinen favorisierten Landsmann Cristo Reyes kam er erstmals über die erste Runde hinaus. Auch in Runde 2 war er mit einem guten Spiel gegen den deutschen Spieler Kevin Münch siegreich. Im Achtelfinale scheiterte Alcinas dann aber deutlich mit 0:4 gegen den Engländer Darren Webster. Bei der Weltmeisterschaft 2019 sorgte Alcinas für eine Überraschung, indem er den Zweiten der Weltrangliste Peter Wright mit 3:1 in der 2. Runde besiegte.
Bei der PDC Qualifying School 2021 konnte sich Alcinas zwar für die Final Stage qualifizieren, für die Tour Card reichte es allerdings nicht. Dafür spielte er sich bei der darauffolgenden PDC European Challenge Tour in zwei Finals, von denen er eines gewinnen konnte. Durch seine gute Platzierung in der Challenge Tour Order of Merit war Alcinas bei der Q-School 2022 direkt in der Final Stage gesetzt. Er verfehlte jedoch das Ziel, eine Tour Card zu erspielen. Daraufhin nahm Alcinas an der nun wieder vereinigten Challenge Tour teil, war dabei jedoch deutlich weniger erfolgreich.
2023 nahm er erneut an der Q-School teil. Hierbei gelang ihm erneut die Qualifikation für die Final Stage über die Rangliste, wo er jedoch an der Tour Card scheiterte.

## PDC-Weltmeisterschaft
- 2011: 1. Runde (0:3-Niederlage gegen  James Wade)
- 2012: 1. Runde (2:3-Niederlage gegen  Andy Hamilton)
- 2018: Achtelfinale (0:4-Niederlage gegen  Darren Webster)
- 2019: 3. Runde (2:4-Niederlage gegen  Benito van de Pas)

## Titel

### PDC
- Secondary Tour Events
  - PDC Challenge Tour
    - PDC European Challenge Tour 2021: 8